# فرنسیس رافرتی
فرانسیس رافرتی (انگلیسی: Frances Rafferty؛ ۱۶ ژوئن ۱۹۲۲ – ۱۸ آوریل ۲۰۰۴) هنرپیشه ، رقصنده ، مدل جنگ جهانی دوم و بازیکن قراردادی مترو گلدوین مایر اهل ایالات متحده آمریکا بود. 